# استپ آپ
استپ آپ (به انگلیسی: Step Up) فیلمی آمریکایی محصول سال ۲۰۰۶ آمریکا می‌باشد. کارگردان فیلم آنه فلچر می‌باشد؛ و بازیگرانی چون چنینگ تیتوم و جینا دوان در در این فیلم ایفای نقش کرده‌اند.
در ادامه این فیلم استپ آپ : خیابان، استپ آپ:انقلاب و استپ آپ:همه پخش شدند.

## خلاصه
تایلر گیچ (چنینگ تیتوم) رقاص حرفه‌ای خیابانی است. او شبی به همراه دوستانش باعث خرابی سالن نمایش مدرسه هنر مریلند می‌شود. پس از بازداشت توسط پلیس، به ۲۰۰ ساعت کار خدماتی در همان مدرسه محکوم می‌شود. او در آنجا با نورا (جینا دوان) دختر رقصنده ای که در حال تمرین برای مسابقات است آشنا می‌شود و…